# 0 to 1 no aida
0 to 1 no aida (jap. 0と1の間) – czwarta kompilacja japońskiego zespołu AKB48, wydana w Japonii 18 listopada 2015 roku przez You! Be Cool.
Album został wydany w czterech edycjach: „Complete Singles”, „No.1 Singles”, „Million Singles” oraz „Theater Edition”. Album osiągnął 1 pozycję w rankingu Oricon i pozostał na liście przez 30 tygodni, sprzedał się w nakładzie 715 109 egzemplarzy. Zdobył status potrójnej platynowej płyty.

## Lista utworów
Wszystkie utwory zostały napisane przez Yasushiego Akimoto.

### Complete Singles[1]
| Disc 1 | Disc 1                                     | Disc 1          | Disc 1                          | Disc 1  |
| Nr     | Tytuł utworu                               | Kompozycja      | Aranżacja                       | Długość |
| ------ | ------------------------------------------ | --------------- | ------------------------------- | ------- |
| 1.     | „Sakura no hanabiratachi” (2015 Best ver.) | Hiroshi Uesugi  | Nobuhiko Kashiwara              | 5:18    |
| 2.     | „Skirt, hirari” (2015 BEST ver.)           | Mio Okada       | Atsushi Umebori                 | 4:04    |
| 3.     | „Aitakatta”                                | Bounceback      | Tomonori Taguchi, Haruo Inatome | 3:49    |
| 4.     | „Seifuku ga jama o suru”                   | Yoshimasa Inoue | Yoshimasa Inoue                 | 4:45    |
| 5.     | „Keibetsu shiteita aijō”                   | Yoshimasa Inoue | Yoshimasa Inoue                 | 4:17    |
| 6.     | „BINGO!”                                   | Hideki Naruse   | Tetsuya Ōuchi                   | 4:11    |
| 7.     | „Boku no taiyō”                            | Yoshimasa Inoue | Yoshimasa Inoue                 | 4:54    |
| 8.     | „Yūhi o miteiru ka?”                       | Mio Okada       | Tomoaki Takashima               | 4:54    |
| 9.     | „Romance, irane”                           | Rie             | CHOKKAKU                        | 4:42    |
| 10.    | „Sakura no hanabiratachi 2008”             | Hiroshi Uesugi  | Nobuhiko Kashiwara              | 5:20    |
| 11.    | „Baby! Baby! Baby!”                        | Hiroshi Uesugi  | Chokkaku                        | 4:02    |
| 12.    | „Ōgoe Diamond”                             | Yoshimasa Inoue | Yoshimasa Inoue                 | 4:08    |
| 13.    | „10nen zakura”                             | Yoshimasa Inoue | Yoshimasa Inoue                 | 4:15    |
| 14.    | „Namida Surprise!”                         | Yoshimasa Inoue | Yoshimasa Inoue                 | 4:42    |
| 15.    | „Iiwake Maybe”                             | Shunryū         | Yūichi "Masa" Nonaka            | 4:10    |

| Disc 2 | Disc 2                    | Disc 2            | Disc 2                                 | Disc 2  |
| Nr     | Tytuł utworu              | Kompozycja        | Aranżacja                              | Długość |
| ------ | ------------------------- | ----------------- | -------------------------------------- | ------- |
| 1.     | „RIVER”                   | Yoshimasa Inoue   | Yoshimasa Inoue                        | 4:43    |
| 2.     | „Sakura no shiori”        | Hiroshi Uesugi    | Kenichi Mitsuda                        | 4:01    |
| 3.     | „Ponytail to shushu”      | Shinya Tada       | Ikuta Machine                          | 4:31    |
| 4.     | „Heavy Rotation”          | Yō Yamazaki       | Yūsuke Yamada                          | 4:42    |
| 5.     | „Beginner”                | Yoshimasa Inoue   | Yoshimasa Inoue                        | 4:00    |
| 6.     | „Chance no junban”        | Yūko Konishi      | Ikuta Machine                          | 4:16    |
| 7.     | „Sakura no ki ni narō”    | Kensuke Yoko      | Yūichi "Masa" Nonaka                   | 5:29    |
| 8.     | „Everyday, Katyusha”      | Yoshimasa Inoue   | Yoshimasa Inoue                        | 5:12    |
| 9.     | „Flying Get”              | Shinya Sumida     | Ikuta Machine                          | 4:13    |
| 10.    | „Kaze wa fuiteiru”        | Mineaki Kawahara  | Mineaki Kawahara, Yūichi "Masa" Nonaka | 3:39    |
| 11.    | „Ue kara Mariko”          | Masahiro Kawaura  | Ikuta Machine                          | 4:37    |
| 12.    | „GIVE ME FIVE!”           | Daisuke Sasabuchi | Yūichi "Masa" Nonaka                   | 4:37    |
| 13.    | „Manatsu no Sounds good!” | Yoshimasa Inoue   | Yoshimasa Inoue                        | 4:35    |
| 14.    | „Gingham Check”           | Yūsuke Itagaki    | Yūsuke Itagaki                         | 5:27    |
| 15.    | „UZA”                     | Yoshimasa Inoue   | Yoshimasa Inoue                        | 4:40    |
| 16.    | „Eien Pressure”           | Manabu Marutani   | Makoto Wakatabe                        | 4:53    |

| Disc 3 | Disc 3 | Disc 3            | Disc 3               | Disc 3  |
| Nr     | Tytuł utworu | Kompozycja        | Aranżacja            | Długość |
| ------ | --- | ----------------- | -------------------- | ------- |
| 1.     | „So long!” | Shingo Kujime     | Yūichi "Masa" Nonaka | 6:04    |
| 2.     | „Sayonara Crawl” | Kazunori Watanabe | Seiji Mutō           | 4:56    |
| 3.     | „Koisuru Fortune Cookie” | Shintarō Itō      | Seiji Mutō           | 4:46    |
| 4.     | „Heart Electric” | Manabu Marutani   | Takeshi Masuda       | 4:58    |
| 5.     | „Suzukake no ki no michi de „Kimi no hohoemi o yume ni miru” to itte shimattara bokutachi no kankei wa dō kawatte shimau no ka, bokunari ni nannichi ka kangaeta ue de no yaya kihazukashii ketsuron no yō na mono” | Tetsurō Oda       | Yūichi "Masa" Nonaka | 5:25    |
| 6.     | „Mae shika mukanee” | Yasuyuki Kojō     | Yūsuke Itagaki       | 4:20    |
| 7.     | „Labrador Retriever” | Manabu Marutani   | Hiroshi Sasaki       | 4:55    |
| 8.     | „Kokoro no Placard” | Yūsuke Itagaki    | Seiji Mutō           | 4:06    |
| 9.     | „Kibōteki Refrain” | Yoshimasa Inoue   | Yoshimasa Inoue      | 4:53    |
| 10.    | „Green Flash” | Carlos K.         | Hiroshi Sasaki       | 4:31    |
| 11.    | „Bokutachi wa tatakawanai” | Yo-Hey            | Hiroshi Sasaki       | 5:26    |
| 12.    | „Halloween Night” | Yoshimasa Inoue   | Yoshimasa Inoue      | 5:06    |
| 13.    | „Christmas Eve ni nakanai yō ni” (jap. クリスマスイブに泣かないように?) | Yūichi Ichikawa   | Yūichi Ichikawa      | 5:05    |
| 14.    | „Hajimari no yuki” (jap. 始まりの雪) | Dr. Lilcom        | Dr. Lilcom           | 4:25    |
| 15.    | „Rosario” (jap. ロザリオ) | Shin Hasegawa     | Ikuta Machine        | 4:21    |

| DVD | DVD                                                                                   | DVD     |
| Nr  | Tytuł utworu                                                                          | Długość |
| --- | ------------------------------------------------------------------------------------- | ------- |
| 1.  | „AKB48 Group Members Air Handshake Event 2015” (AKB48グループメンバー エア握手会2015) |         |
| 2.  | „DECADE ~AKB48: Path of 10 Years~” (DECADE ～AKB48 10年の軌跡～)                      |         |

### No.1 Singles[3]
| Disc 1 | Disc 1                    | Disc 1            | Disc 1                                 | Disc 1  |
| Nr     | Tytuł utworu              | Kompozycja        | Aranżacja                              | Długość |
| ------ | ------------------------- | ----------------- | -------------------------------------- | ------- |
| 1.     | „RIVER”                   | Yoshimasa Inoue   | Yoshimasa Inoue                        | 4:43    |
| 2.     | „Sakura no shiori”        | Hiroshi Uesugi    | Kenichi Mitsuda                        | 4:01    |
| 3.     | „Ponytail to shushu”      | Shinya Tada       | Ikuta Machine                          | 4:31    |
| 4.     | „Heavy Rotation”          | Yō Yamazaki       | Yūsuke Yamada                          | 4:42    |
| 5.     | „Beginner”                | Yoshimasa Inoue   | Yoshimasa Inoue                        | 4:00    |
| 6.     | „Chance no junban”        | Yūko Konishi      | Ikuta Machine                          | 4:16    |
| 7.     | „Sakura no ki ni narō”    | Kensuke Yoko      | Yūichi "Masa" Nonaka                   | 5:29    |
| 8.     | „Everyday, Katyusha”      | Yoshimasa Inoue   | Yoshimasa Inoue                        | 5:12    |
| 9.     | „Flying Get”              | Shinya Sumida     | Ikuta Machine                          | 4:13    |
| 10.    | „Kaze wa fuiteiru”        | Mineaki Kawahara  | Mineaki Kawahara, Yūichi "Masa" Nonaka | 3:39    |
| 11.    | „Ue kara Mariko”          | Masahiro Kawaura  | Ikuta Machine                          | 4:37    |
| 12.    | „GIVE ME FIVE!”           | Daisuke Sasabuchi | Yūichi "Masa" Nonaka                   | 4:37    |
| 13.    | „Manatsu no Sounds good!” | Yoshimasa Inoue   | Yoshimasa Inoue                        | 4:35    |
| 14.    | „Gingham Check”           | Yūsuke Itagaki    | Yūsuke Itagaki                         | 5:27    |
| 15.    | „UZA”                     | Yoshimasa Inoue   | Yoshimasa Inoue                        | 4:40    |
| 16.    | „Eien Pressure”           | Manabu Marutani   | Makoto Wakatabe                        | 4:53    |

| Disc 2 | Disc 2 | Disc 2                | Disc 2               | Disc 2  |
| Nr     | Tytuł utworu | Kompozycja            | Aranżacja            | Długość |
| ------ | --- | --------------------- | -------------------- | ------- |
| 1.     | „So long!” | Shingo Kujime         | Yūichi "Masa" Nonaka | 6:04    |
| 2.     | „Sayonara Crawl” | Kazunori Watanabe     | Seiji Mutō           | 4:56    |
| 3.     | „Koisuru Fortune Cookie” | Shintarō Itō          | Seiji Mutō           | 4:46    |
| 4.     | „Heart Electric” | Manabu Marutani       | Takeshi Masuda       | 4:58    |
| 5.     | „Suzukake no ki no michi de „Kimi no hohoemi o yume ni miru” to itte shimattara bokutachi no kankei wa dō kawatte shimau no ka, bokunari ni nannichi ka kangaeta ue de no yaya kihazukashii ketsuron no yō na mono” | Tetsurō Oda           | Yūichi "Masa" Nonaka | 5:25    |
| 6.     | „Mae shika mukanee” | Yasuyuki Kojō         | Yūsuke Itagaki       | 4:20    |
| 7.     | „Labrador Retriever” | Manabu Marutani       | Hiroshi Sasaki       | 4:55    |
| 8.     | „Kokoro no Placard” | Yūsuke Itagaki        | Seiji Mutō           | 4:06    |
| 9.     | „Kibouteki Refrain” | Yoshimasa Inoue       | Yoshimasa Inoue      | 4:53    |
| 10.    | „Green Flash” | Carlos K.             | Hiroshi Sasaki       | 4:31    |
| 11.    | „Bokutachi wa tatakawanai” | Yo-Hey                | Hiroshi Sasaki       | 5:26    |
| 12.    | „Halloween Night” | Yoshimasa Inoue       | Yoshimasa Inoue      | 5:06    |
| 13.    | „Yasashiku aritai” (jap. やさしくありたい) | Shintarō Itō          | Shintarō Itō         | 3:50    |
| 14.    | „Toy Poodle to kimi no monogatari” (jap. トイプードルと君の物語) | Amber                 | Hiroshi Sasaki       | 4:54    |
| 15.    | „Ano koro, suki datta hito” (jap. あの頃、好きだった人) | say-ta, Mizuki Kamada | Makoto Wakatabe      | 4:24    |

### Million Singles[4]
| Disc 1 | Disc 1                    | Disc 1            | Disc 1                                 | Disc 1  |
| Nr     | Tytuł utworu              | Kompozycja        | Aranżacja                              | Długość |
| ------ | ------------------------- | ----------------- | -------------------------------------- | ------- |
| 1.     | „Beginner”                | Yoshimasa Inoue   | Yoshimasa Inoue                        | 4:00    |
| 2.     | „Sakura no ki ni narō”    | Kensuke Yoko      | Yūichi "Masa" Nonaka                   | 5:29    |
| 3.     | „Everyday, Katyusha”      | Yoshimasa Inoue   | Yoshimasa Inoue                        | 5:12    |
| 4.     | „Flying Get”              | Shinya Sumida     | Ikuta Machine                          | 4:13    |
| 5.     | „Kaze wa fuiteiru”        | Mineaki Kawahara  | Mineaki Kawahara, Yūichi "Masa" Nonaka | 3:39    |
| 6.     | „Ue kara Mariko”          | Masahiro Kawaura  | Ikuta Machine                          | 4:37    |
| 7.     | „GIVE ME FIVE!”           | Daisuke Sasabuchi | Yūichi "Masa" Nonaka                   | 4:37    |
| 8.     | „Manatsu no Sounds good!” | Yoshimasa Inoue   | Yoshimasa Inoue                        | 4:35    |
| 9.     | „Gingham Check”           | Yūsuke Itagaki    | Yūsuke Itagaki                         | 5:27    |
| 10.    | „UZA”                     | Yoshimasa Inoue   | Yoshimasa Inoue                        | 4:40    |
| 11.    | „Eien Pressure”           | Manabu Marutani   | Makoto Wakatabe                        | 4:53    |
| 12.    | „So long!”                | Shingo Kujime     | Yūichi "Masa" Nonaka                   | 6:04    |
| 13.    | „Sayonara Crawl”          | Kazunori Watanabe | Seiji Mutō                             | 4:56    |
| 14.    | „Koisuru Fortune Cookie”  | Shintarō Itō      | Seiji Mutō                             | 4:46    |
| 15.    | „Heart Electric”          | Manabu Marutani   | Takeshi Masuda                         | 4:58    |

| Disc 2 | Disc 2 | Disc 2             | Disc 2               | Disc 2  |
| Nr     | Tytuł utworu | Kompozycja         | Aranżacja            | Długość |
| ------ | --- | ------------------ | -------------------- | ------- |
| 1.     | „Suzukake no ki no michi de „Kimi no hohoemi o yume ni miru” to itte shimattara bokutachi no kankei wa dō kawatte shimau no ka, bokunari ni nannichi ka kangaeta ue de no yaya kihazukashii ketsuron no yō na mono” | Tetsurō Oda        | Yūichi "Masa" Nonaka | 5:25    |
| 2.     | „Mae shika mukanee” | Yasuyuki Kojō      | Yūsuke Itagaki       | 4:20    |
| 3.     | „Labrador Retriever” | Manabu Marutani    | Hiroshi Sasaki       | 4:55    |
| 4.     | „Kokoro no Placard” | Yūsuke Itagaki     | Seiji Mutō           | 4:06    |
| 5.     | „Kibōteki Refrain” | Yoshimasa Inoue    | Yoshimasa Inoue      | 4:53    |
| 6.     | „Green Flash” | Carlos K.          | Hiroshi Sasaki       | 4:31    |
| 7.     | „Bokutachi wa tatakawanai” | Yo-Hey             | Hiroshi Sasaki       | 5:26    |
| 8.     | „Halloween Night” | Yoshimasa Inoue    | Yoshimasa Inoue      | 5:06    |
| 9.     | „Clap” (wyk. Team A) | YUMA               | YUMA                 | 4:19    |
| 10.    | „Ai no shisha” (jap. 愛の使者) (wyk. Team K) | HiBiKi             | HiBiKi               | 4:29    |
| 11.    | „Music Junkie” (jap. ミュージックジャンキー) (wyk. Team B) | Yukitaka Kanetsuki | Yukitaka Kanetsuki   | 3:49    |
| 12.    | „Nakigoto Time” (jap. 泣き言タイム) (wyk. Team 4) | Daisuke Toyama     | Daisuke Toyama, NINO | 4:44    |
| 13.    | „Isshō no aida ni nannin to deaeru no darō” (jap. 一生の間に何人と出逢えるのだろう) (wyk. Team 8) | Keiichi Kondō      | Yūichi "Masa" Nonaka | 4:44    |
| 14.    | „Love Ash” (wyk. Minami Takahashi, Sayaka Yamamoto) | Carlos K., Keyz    | Carlos K.            | 4:35    |

### Theater Edition[5]
| Disc 1 | Disc 1                    | Disc 1            | Disc 1                                 | Disc 1  |
| Nr     | Tytuł utworu              | Kompozycja        | Aranżacja                              | Długość |
| ------ | ------------------------- | ----------------- | -------------------------------------- | ------- |
| 1.     | „Beginner”                | Yoshimasa Inoue   | Yoshimasa Inoue                        | 4:00    |
| 2.     | „Sakura no ki ni narō”    | Kensuke Yoko      | Yūichi "Masa" Nonaka                   | 5:29    |
| 3.     | „Everyday, Katyusha”      | Yoshimasa Inoue   | Yoshimasa Inoue                        | 5:12    |
| 4.     | „Flying Get”              | Shinya Sumida     | Ikuta Machine                          | 4:13    |
| 5.     | „Kaze wa fuiteiru”        | Mineaki Kawahara  | Mineaki Kawahara, Yūichi "Masa" Nonaka | 3:39    |
| 6.     | „Ue kara Mariko”          | Masahiro Kawaura  | Ikuta Machine                          | 4:37    |
| 7.     | „GIVE ME FIVE!”           | Daisuke Sasabuchi | Yūichi "Masa" Nonaka                   | 4:37    |
| 8.     | „Manatsu no Sounds good!” | Yoshimasa Inoue   | Yoshimasa Inoue                        | 4:35    |
| 9.     | „Gingham Check”           | Yūsuke Itagaki    | Yūsuke Itagaki                         | 5:27    |
| 10.    | „UZA”                     | Yoshimasa Inoue   | Yoshimasa Inoue                        | 4:40    |
| 11.    | „Eien Pressure”           | Manabu Marutani   | Makoto Wakatabe                        | 4:53    |
| 12.    | „So long!”                | Shingo Kujime     | Yūichi "Masa" Nonaka                   | 6:04    |
| 13.    | „Sayonara Crawl”          | Kazunori Watanabe | Seiji Mutō                             | 4:56    |
| 14.    | „Koisuru Fortune Cookie”  | Shintarō Itō      | Seiji Mutō                             | 4:46    |
| 15.    | „Heart Electric”          | Manabu Marutani   | Takeshi Masuda                         | 4:58    |

| Disc 2 | Disc 2 | Disc 2          | Disc 2               | Disc 2  |
| Nr     | Tytuł utworu | Kompozycja      | Aranżacja            | Długość |
| ------ | --- | --------------- | -------------------- | ------- |
| 1.     | „Suzukake no ki no michi de „Kimi no hohoemi o yume ni miru” to itte shimattara bokutachi no kankei wa dō kawatte shimau no ka, bokunari ni nannichi ka kangaeta ue de no yaya kihazukashii ketsuron no yō na mono” | Tetsurō Oda     | Yūichi "Masa" Nonaka | 5:25    |
| 2.     | „Mae shika mukanee” | Yasuyuki Kojō   | Yūsuke Itagaki       | 4:20    |
| 3.     | „Labrador Retriever” | Manabu Marutani | Hiroshi Sasaki       | 4:55    |
| 4.     | „Kokoro no Placard” | Yūsuke Itagaki  | Seiji Mutō           | 4:06    |
| 5.     | „Kibōteki Refrain” | Yoshimasa Inoue | Yoshimasa Inoue      | 4:53    |
| 6.     | „Green Flash” | Carlos K.       | Hiroshi Sasaki       | 4:31    |
| 7.     | „Bokutachi wa tatakawanai” | Yo-Hey          | Hiroshi Sasaki       | 5:26    |
| 8.     | „Halloween Night” | Yoshimasa Inoue | Yoshimasa Inoue      | 5:06    |
| 9.     | „TentōmuChu! O sagase!” (jap. てんとうむChu!を探せ!) (wyk. Tentōmu Chu!) | Hizashi         | Makoto Wakatabe      | 4:19    |
| 10.    | „Are kara boku wa benkyou ga te ni tsukanai” (jap. あれから僕は勉強が手につかない) (wyk. Dendenmu Chu!) | Daisuke Toyama  | Ikuta Machine        | 4:29    |